# Michel Dobry
Michel Dobry est un politologue et sociologue français, ancien directeur du Laboratoire d'analyse des systèmes politiques, au CNRS et professeur émérite à l’université Paris 1 Panthéon-Sorbonne. 

## Biographie
Michel Dobry est né en 1946.
Outre ses fonctions à la Sorbonne, il est également membre du comité de rédaction de la Revue française de science politique. Depuis les années 1980, il développe une sociologie des crises politiques. Il s'intéresse notamment aux phénomènes fascistes et au Front national. En 2003, il fait paraître un ouvrage collectif important sur ces questions intitulé Le Mythe de l'allergie française au fascisme où contribuent également plusieurs spécialistes tels Bruno Goyet, Didier Leschi, Gisèle Sapiro, Annie Collovald, Robert O. Paxton, Violaine Roussel, Zeev Sternhell et Brian Jenkins.

## Pensée et réception critique
Spécialisé dans l'analyse des crises politiques, des révolutions et des transitions démocratiques, on lui doit les concepts de « conjoncture politique fluide » ou de « transactions collusives » qui soumet une autre analyse de la légitimité,. En effet, Michel Dobry propose une légitimité horizontale, une alternative au modèle de la légitimité verticale de Max Weber.
Son ouvrage Sociologie des crises politiques marque un tournant dans l'analyse des révolutions par son approche radicalement différente de celles utilisées habituellement dans les sciences sociales et politiques,.
Le mythe de l'allergie française au fascisme publié en 2003 sous sa direction entend prendre le contre-pied d'historiens tels René Rémond, Serge Berstein, Pierre Milza, Michel Winock, Philippe Burrin, qui auraient développé ce qu'il nomme une « thèse immunitaire » à l'égard du fascisme en France, soit l'idée que la société française serait imperméable au fascisme, du fait de l'histoire des droites dans ce pays. Ces historiens prendraient discours et dénégations pour argent comptant alors qu'il ne s'agit que de tactique. Dans le compte-rendu de cet ouvrage, Jean-Paul Thomas déplore « son ignorance des recherches récentes qui ont renouvelé la connaissance des droites françaises » et dénonce son refus de toute définition du fascisme. Tandis que pour Benoit Larbiou, le questionnement de l'ouvrage passe par une rupture fondamentale avec un présupposé épistémologique, celui de « l'allergie française au fascisme ». « En restituant l'état du champ de la recherche sur la question du fascisme en France, il fait œuvre de réflexivité scientifique, et ce sans aucune euphémisation diplomatique. Cette entreprise scientifique de déconstruction permet d'arracher le questionnement socio-historique sur le fascisme aux sommations exogènes, notamment politiques, et aux réponses par trop naturalisées à force d'être répétées ».

## Publications

### Ouvrages
- Sociologie des crises politiques. La dynamique des mobilisations multisectorielles, Paris, Presses de la Fondation nationale des sciences politiques, « Références », 1986 ; rééd. 1992.  (ISBN 2-7246-0533-0)
- (en) (éd.), Democratic and capitalist transitions in Eastern Europe. Lessons for the social sciences, Dordrecht, Kluwer academic publications, « The GeoJournal library », 2000.
- Michel Dobry (dir.), Le mythe de l'allergie française au fascisme, Paris, Albin Michel, coll. « Bibliothèque Albin Michel », 2003, 460 p. (ISBN 2-226-13718-1, présentation en ligne), [présentation en ligne], [présentation en ligne], [présentation en ligne].